# Función analítica
En matemáticas una función analítica es aquella que puede expresarse como una serie de potencias convergente. Una función analítica es suave si tiene infinitas derivadas. La noción de función analítica puede definirse para funciones reales o complejas, aunque ambos conjuntos tienen propiedades distintas. Las funciones complejas derivables en un conjunto abierto siempre son localmente analíticas, y se denominan funciones holomorfas. Esto se demuestra en el artículo Analiticidad de las funciones holomorfas. Sin embargo, una función real infinitamente derivable no es necesariamente analítica. Cabe dejar constancia que las clases más importantes  de funciones que ocurren en el análisis clásico y en sus aplicaciones a los problemas de mecánica y física son analíticas, salvo en algunos puntos singulares de estas funciones.

## Definición
La definición de función analítica es idéntica para los casos real y complejo:
| Una función real (compleja) f es analítica en un punto x0 de su dominio si existe una serie de potencias centrada en x0: {\displaystyle \sum _{n=0}^{\infty }a_{n}(x-x_{0})^{n}=a_{0}+a_{1}(x-x_{0})+a_{2}(x-x_{0})^{2}+\ldots \,,} que converge en un entorno U ⊆ R (U ⊆ C) de x0 y que coincide con la función en dicho entorno: {\displaystyle f(x)=\sum _{n=0}^{\infty }a_{n}(x-x_{0})^{n}{\text{ , para cada }}x\in U} |

De esta definición se puede demostrar la siguiente caracterización alternativa:
| Una función analítica en x0 es infinitamente derivable en un cierto entorno U de dicho punto, en el que además su serie de Taylor: {\displaystyle \sum _{n=0}^{\infty }{\frac {f^{(n)}(x_{0})}{n!}}(x-x_{0})^{n}\,,} converge (y coincide con f). |

Una función se dice analítica en un conjunto U si es analítica en cada punto de U. El conjunto de todas las funciones analíticas en un cierto abierto U se denota por Cω(U).

### Varias variables
La definición de función analítica puede extenderse para funciones (reales o complejas) de varias variables (definidas en Rn o Cn), sin más que considerar series de potencias de varias variables:

{\displaystyle \sum _{i_{1}\ldots i_{n}=0}^{\infty }a_{i_{1}\ldots i_{n}}\prod _{k=1}^{n}(x_{k}-c_{k})^{i_{k}}=a_{0\ldots 0}+a_{1\ldots 0}(x_{1}-c_{1})+\ldots +a_{0\ldots 1}(x_{n}-c_{n})+a_{2\ldots 0}(x_{1}-c_{1})^{2}+a_{11\ldots 0}(x_{1}-c_{1})(x_{2}-c_{2})+\ldots }

### Funciones holomorfas
En el caso de las funciones complejas analíticas, existe un teorema que las caracteriza de manera mucho más sencilla, y que constituye uno de los rasgos fundamentales del análisis complejo:
| Una función compleja f : D ⊆ C → C derivable en un intervalo abierto U, es analítica en U. |

Un teorema similar se aplica en el caso de funciones complejas de varias variables que sean diferenciables:
| Una función compleja f : D ⊆ Cn → C diferenciable en un intervalo abierto U es analítica en U. |

## Funciones suaves no analíticas
En variable real pueden encontrarse funciones suaves que no son analíticas. Un ejemplo de ello es la función:

{\displaystyle f(x)=\left\{{\begin{array}{l}e^{-1/x^{2}}{\text{ , si }}x\neq 0\\0{\text{ , si }}x=0\end{array}}\right.}

Esta función es infinitamente derivable para cualquier x ∈ R, y en particular todas sus derivadas en 0 son nulas: f(n)(0) = 0. Por tanto, su serie de Taylor alrededor de 0 es idénticamente nula, y en ningún entorno de dicho punto coinciden la función y la serie de Taylor.